# Athena Lundberg
Athena Lundberg (Mountain View, 12 aprile 1986) è una modella statunitense.
È stata la playmate del mese di gennaio 2006 per Playboy. È inoltre la testimonial di alcuni siti, tra cui quello di Rookie Babe e nei video Girls Gone Wild Island e Daddy's Little Girls, cover del GGW Video.